# Pusztaberki, Nógrád
Pusztaberki  este un sat în districtul Rétság, județul Nógrád, Ungaria, având o populație de 128 de locuitori (2011). 

## Demografie
Componența etnică a satului Pusztaberki
     Maghiari (85,34%)
     Slovaci (14,66%)
Componența confesională a satului Pusztaberki
     Reformați (6,25%)
     Fără religie (5,47%)
     Necunoscută (88,28%)
Conform recensământului din 2011, satul Pusztaberki avea 128 de locuitori. Din punct de vedere etnic, majoritatea locuitorilor (85,34%) erau maghiari, cu o minoritate de slovaci (14,66%). Nu există o religie majoritară, locuitorii fiind reformați (6,25%) și persoane fără religie (5,47%). Pentru 88,28% din locuitori nu este cunoscută apartenența confesională.